# 巴黎夜旅人
《巴黎夜旅人》（法語：Les Passagers de la nuit）是米夏埃爾·艾斯於2022年导演的法国剧情片。该电影于2022年2月13日在柏林国际电影节竞赛单元首映。

## 剧情
该电影讲述了1981年巴黎，一位刚刚离婚的两个孩子的母亲寻找新的工作，并遇到一个街头少女的故事。

## 外部連結
- 互联网电影数据库（IMDb）上《巴黎夜旅人》的资料（英文）
- 豆瓣电影上《巴黎夜旅人》的資料 （简体中文）